# Вулька (гміна Філіпув)
Вулька (пол. Wólka) — село в Польщі, у гміні Філіпув Сувальського повіту Підляського воєводства.
Населення — 111 осіб (2011).
У 1975—1998 роках село належало до Сувальського воєводства.

## Демографія
Демографічна структура станом на 31 березня 2011 року:
|          | Загалом | Допрацездатний вік | Працездатний вік | Постпрацездатний вік |
| -------- | ------- | ------------------ | ---------------- | -------------------- |
| Чоловіки | 61      | 12                 | 40               | 9                    |
| Жінки    | 50      | 7                  | 30               | 13                   |
| Разом    | 111     | 19                 | 70               | 22                   |